# Egoist (Lied)
Egoist ist ein Lied des österreichischen Musikers Falco. Der Song ist die vierte Singleauskopplung seines achten Studioalbums Out of the Dark (Into the Light) und wurde am 31. August 1998 veröffentlicht.

## Inhalt
In Egoist singt und rappt Falco aus der Perspektive des lyrischen Ichs über einen egoistischen Menschen, der nur sich selbst liebt und um den sich alles drehen soll. So habe er einen Spiegel über seinem Bett angebracht, um sich selbst zu bewundern, und erwartet, dass er diese Liebe auch von anderen entgegengebracht bekommt.

„Die ganze Welt dreht sich um mich

Denn ich bin nur ein Egoist

Der Mensch, der mir am nächsten ist

Bin ich, ich bin ein Egoist“

## Produktion
Der Song wurde von dem Musikproduzenten Torsten Börger produziert. Als Autoren fungierten Falco, Patrick Ehrlich und Steve van Velvet.

## Musikvideo
Bei dem zu Egoist gedrehten Musikvideo führte Markus Engel Regie. Es zeigt einen Musikladen, der von zahlreichen Kunden auf der Suche nach CDs gestürmt wird. Dabei verhalten sich diese großteils rücksichtslos gegenüber anderen und schnappen sich die Platten gegenseitig weg. Kurz darauf wird klar, dass es sich bei den CDs um die Single zu Egoist handelt und alle Regale damit gefüllt sind. Die Menschen hören das Lied Probe und laufen enthusiastisch zur Kasse. Schließlich tanzen alle direkt im Geschäft und singen den Song mit. Zwischendurch sind vereinzelt Szenen eines Liveauftritts von Falco zu sehen.

## Single

### Covergestaltung
Das Singlecover zeigt Falco, der einen schwarzen Anzug und ein rotes Hemd trägt und den Betrachter mit ernstem Blick ansieht. Oben im Bild befindet sich der schwarze Schriftzug FALCO, während der Titel EGO!ST in Rot rechts im Bild steht. Der Hintergrund ist komplett weiß gehalten.

### Titelliste
1. Egoist (Remix) – 3:40
2. Egoist (Original Version) – 3:26
3. Out of the Dark (Remix) – 3:26

### Chartplatzierungen
Egoist stieg am 14. September 1998 auf Platz 30 in die deutschen Singlecharts ein und erreichte fünf Wochen später mit Rang vier die höchste Position, auf der es sich zwei Wochen halten konnte. Insgesamt hielt sich der Song 20 Wochen lang in den Top 100, davon sieben Wochen in den Top 10. In Österreich belegte das Lied Platz sechs und hielt sich 17 Wochen in den Charts, während es in der Schweiz Rang 19 erreichte und 15 Wochen in den Charts vertreten war. In den deutschen Single-Jahrescharts 1998 belegte der Song Position 34.
| ChartsChartplatzierungen | Höchstplatzierung | Wochen |
| ------------------------ | ----------------- | ------ |
| Deutschland (GfK)        | 4 (20 Wo.)        | 20     |
| Österreich (Ö3)          | 6 (17 Wo.)        | 17     |
| Schweiz (IFPI)           | 19 (15 Wo.)       | 15     |

| ChartsJahrescharts (1998) | Platzierung |
| ------------------------- | ----------- |
| Deutschland (GfK)         | 34          |
| Österreich (Ö3)           | 36          |

### Verkaufszahlen und Auszeichnungen
Egoist erhielt noch im Erscheinungsjahr in Deutschland für mehr als 250.000 verkaufte Einheiten eine Goldene Schallplatte.

| Land/Region        | Auszeichnungen für Musikverkäufe (Land/Region, Auszeichnung, Verkäufe) | Verkäufe |
| ------------------ | ---------------------------------------------------------------------- | -------- |
| Deutschland (BVMI) | Gold                                                                   | 250.000  |
| Insgesamt          | 1× Gold ·                                                              | 250.000  |

## Rezeption
Der Musiker Tream spielt in seinem Song Hey Puppe! durch eine textlich wie auch musikalisch stark an den Refrain von Falcos Lied angelehnte Sequenz auf Egoist an.